# Amelie (Gracie Abrams)
Amelie è un singolo della cantautrice statunitense Gracie Abrams, pubblicato il 10 febbraio 2023.
Si tratta del terzo singolo estratto dall'album di debutto della cantante, Good Riddance.

## Tracce
1. Amelie – 4:19 (Gracie Abrams, Aaron Dessner)